# Langues turciques sibériennes
Les langues turciques sibériennes (ou langues turques sibériennes) ou turc commun nord-oriental sont un des six groupes qui constituent les langues turciques. Elles sont parlées essentiellement en Sibérie, même si quelques petits groupes de locuteurs se trouvent en Mongolie et en Chine.

## Un groupe de langues
Le nom donné à ce groupe ne doit pas faire penser qu'il est de nature géographique. Les langues le constituant ont bien des liens génétiques. Pour la même raison, les dialectes tatars de Sibérie n'en font pas partie.
 
Cette confusion est accentuée par le fait que les Russes appellent traditionnellement Tatars nombre de ces populations. Ainsi les Tuba-Kiji sont connus comme « Чepневые Taтары », les Tatars noirs.

## Classification

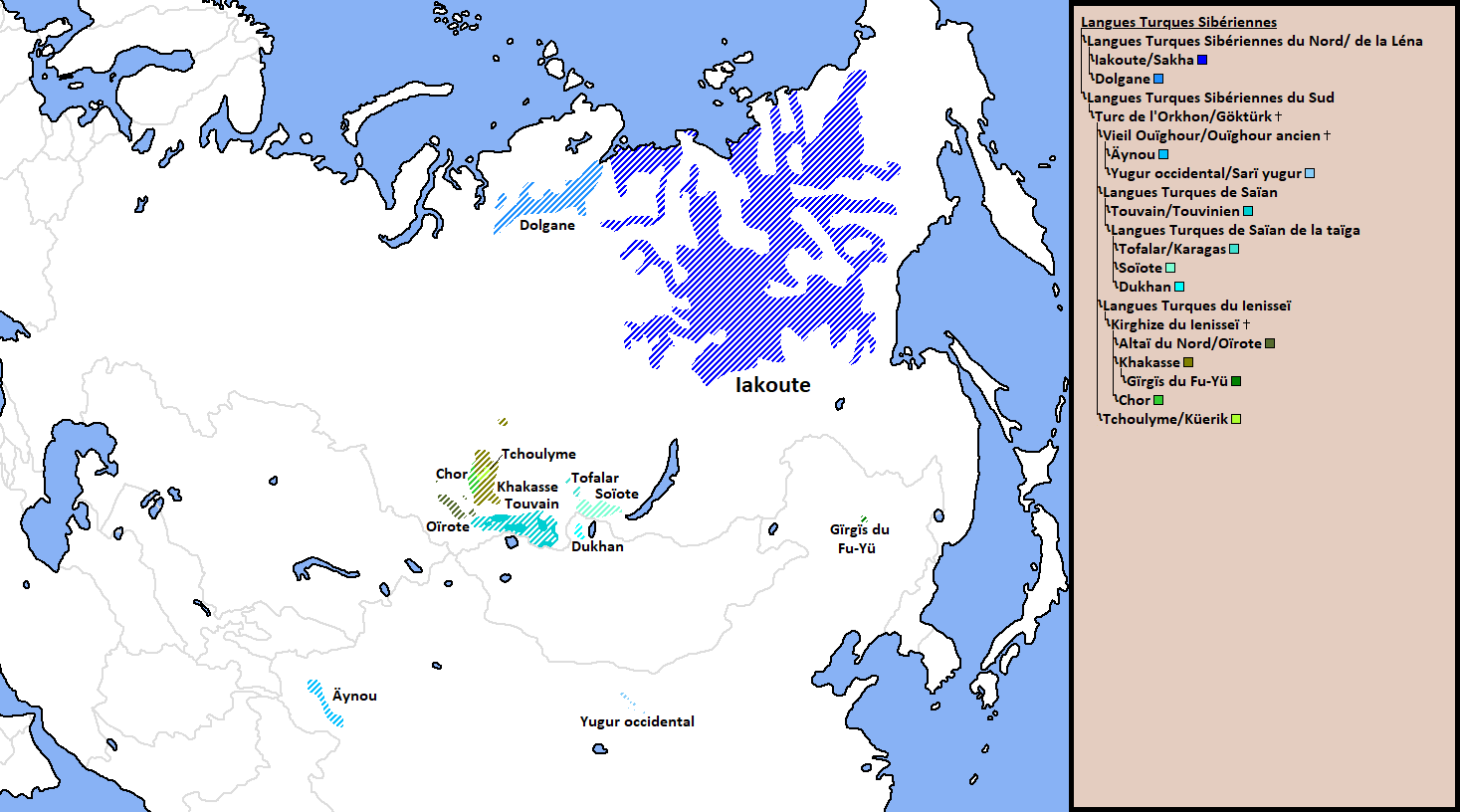
Carte des langues turciques sibériennes et leur classification

Selon Johanson les langues turciques sibériennes se classent ainsi:
- Langues sibériennes du Nord: 
  - yakoute
  - dolgane
- Langues sibériennes du Sud
  - Turk de Sayan
    - touvain
    - tofalar, aussi appelé le tofa

  - Turk altaïen : altaï. Il faut y ajouter l'ensemble des dialectes altaïens que l'on répartit entre les dialectes du Sud, le téléoute et le telengit et les dialectes du Nord, le tuba-kiji, le chalqandu et le qumanda
  - Turk de l’Ienisseï
    - khakasse
    - chor
    - gïrgïs de Fu-Yü, qui, malgré son nom, est un parler sibérien, bien plus qu'un dialecte du kirghize[1]

  - Tchoulym : le tchoulym inférieur, le tchoulym moyen et le küerik

Cependant, les résultats des analyses phylogénétiques de Saveylev et Robbeets en 2020 montrent que les langues turciques sibériennes seraient en fait constituées de deux familles distinctes sans aucun lien génétique direct . La branche des langues sibériennes du Nord est la plus divergente du tronc turc commun tandis que les langues sibériennes du Sud se branchent à côté du groupe contenant les langues oghouzes, karloukes, khaladj et kipchakes .